# Nachal Lavan
Nachal Lavan (hebrejsky: נחל לבן, doslova „Bílý tok“) je vádí v Izraeli, v Negevské poušti. Pojmenováno je podle bílých květin, které tu v zimním období rostou.
Jeho délka dosahuje cca 36 kilometrů a plocha povodí 330 kilometrů čtverečních. Jde o jeden z významnějších vodních toků v Negevu, ovšem bez stálého průtoku. Nachal Lavan pramení v centrálním Negevu, v nadmořské výšce okolo 500 metrů, v lokalitě severně od letecké základny Ramon. Odtud směřuje k severu, přičemž prochází zcela neosídlenou pouštní krajinou, členěnou četnými údolími a horskými hřbety. Ve starověku zde ovšem je doloženo lidské osídlení, například v lokalitě Šivta, kterou Nachal Lavan míjí ve vzdálenosti cca 3 kilometrů. V této oblasti do ní ústí vádí Nachal Drorim, Nachal Korcha. Pak se stáčí k severozápadu a prochází skrz písečné duny Cholot Chaluca. Nedaleko vesnice Be'er Milka ústí do toku Nachal Nicana.